# Polygonatum desoulavyi
Polygonatum desoulavyi är en sparrisväxtart som beskrevs av Vladimir Leontjevitj Komarov. Polygonatum desoulavyi ingår i släktet ramsar, och familjen sparrisväxter. Inga underarter finns listade i Catalogue of Life.